# カメレオン・レンズ
「カメレオン・レンズ」（英語: Chameleon Lens）は、ポルノグラフィティの楽曲。2018年3月21日にSME Recordsより46作目のシングルとしてリリースされた。

## 概要
前作『キング&クイーン/Montage』から約半年ぶりのリリース。
初回生産限定盤（CD+DVD）、通常盤（CD）の2形態でのリリース。初回生産限定盤の付属DVDには表題曲「カメレオン・レンズ」と既発曲「Working men blues」のMVが収録されている。
ジャケットは不可能立体が象徴的なデザインとなっており、不可能立体が角度によって見え方が変わるように、「人間も視点によって印象や見え方が変わること」が表現されている。

## 収録曲
| #         | タイトル                                        | 作詞・作曲 | 編曲                    | 時間  |
| --------- | ----------------------------------------------- | ---------- | ----------------------- | ----- |
| 1.        | 「カメレオン・レンズ」                          | 新藤晴一   | 篤志, Porno Graffitti   | 4:29  |
| 2.        | 「前夜」                                        | 岡野昭仁   | tasuku, Porno Graffitti | 4:11  |
| 3.        | 「カゲボウシ（Live at NHKホール・2018/01/31）」 | 岡野昭仁   | Porno Graffitti         | 6:25  |
| 合計時間: | 合計時間:                                       | 合計時間:  | 合計時間:               | 15:05 |

| #  | タイトル                          | 作詞 | 作曲・編曲 | 監督               |
| -- | --------------------------------- | ---- | ---------- | ------------------ |
| 1. | 「カメレオン・レンズ Video Clip」 |      |            | 田辺秀伸           |
| 2. | 「Working men blues Video Clip」  |      |            | 鈴木智之、坂下公貴 |

## 楽曲解説
1. カメレオン・レンズ
テレビ朝日系金曜ナイトドラマ『ホリデイラブ』主題歌[注釈 2]
  - "同じ景色を観ているはずなのに違う色に見えてしまう"男女のすれ違いをテーマにしたミディアムチューン[5]。
  - 既婚者同士の不倫をサスペンスタッチで描いたドラマ『ホリデイラブ』の主題歌として書き下ろされた楽曲で、ドラマサイドからは「『渦』みたいな曲を[注釈 3]」というリクエストがあったという[6]。
  - タイトルの「カメレオン・レンズ」は、詞曲を手掛けた新藤が「ドラマのプロデューサーの方からドラマの構想を聴かせて頂いて、『人は見たいものしか見ようとしない』というカエサルの言葉を思い出しました[5]」とコメントしているように、自由自在に色を変えるカメレオンと「人は見たいものしか見ようとしない」という真理がかかっている[7]。
  - 新藤は当初から「レゲエビートを使いたい」というような考えを持っていたといい[6]、アレンジを担当した篤志と一緒に自身のプライベートスタジオでアレンジの骨格やギターフレーズを決めていく中で[8]、ある程度形になったものの感触が良く、そのイメージが最終的なアレンジにも踏襲されている[6]。なお、楽曲の世界観は制作当初の段階から一貫していたが、メロディ自体はAメロを除きほとんど原型を留めておらず、仮の歌入れを何度も行う中でメロディがシャープに研ぎ澄まされていったという[6]。また、サビ部分での大きな転調はメロディを変えていく中で生まれたものである[6]。
  - 歌詞のモチーフは新藤の中でも大きなテーマの1つである「人間同士は果たしてわかりあうことができるのか？[7]」。ドラマでは不倫した夫婦の再生がテーマであったことから、「一度は違うものを見た2人が必死に同じものを見ようとしている様」もイメージしながら歌詞を書いたという[7]。
また、制作の終盤でプロデューサーの田村充義から「英語が多すぎる」との指摘を受け、1サビと大サビの最後のフレーズがそれぞれ日本語に変更された[7]。岡野は「最後に英語で終わるカッコよさもあったけど、『双子の月』とか『月蝕の夜』とか、よりイメージしやすい日本語のワードに変わったことで聴き手への伝わりやすさは確実に強まったと思う[7]」「曲の世界がぶ厚くなったような気がした[7]」と語っている。
  - ゲストコーラスとしてSkoop On Somebody（同事務所・同レーベル所属）のTAKE・KO-ICHIROが参加している[7]。これは「シンセサイザーを使った今っぽいサウンドに対して、ちょっと懐かしい『Hotel California』的なコーラスを融合させたらきっと面白くなるだろう」という新藤のアイデアによるものである[7]。
  - 『15thライヴサーキット "BUTTERFLY EFFECT"』福岡公演（2018年1月17日）でライヴ初披露[注釈 4]。
2. 前夜
  - 本作のリリース時期が春であることから「旅立ちを控えている人の背中を押すような曲になれば」と、旅立ちの前夜をテーマに歌詞が書かれた[9]。
  - レコーディングでは岡野がブルースハープを担当している。
  - 11thアルバム『BUTTERFLY EFFECT』の制作段階でオケ録りが終わっており、収録曲の候補にもなっていたという[9]。
3. カゲボウシ（Live at NHKホール・2018/01/31）
  - 岡野の弾き語りによる36thシングル表題曲のライヴバージョン[9]。音源は『15thライヴサーキット "BUTTERFLY EFFECT"』NHKホール公演（2018年1月31日）で収録された。

## Guest Musicians
1. カメレオン・レンズ
  - Chorus: Skoop On Somebody
  - Programming & Other All Instruments: 篤志
2. 前夜
  - Drums: 玉田豊夢
  - Bass: 山口寛雄
  - Programming & Other All Instruments: tasuku

## 収録作品
| タイトル           | 収録作品 |
| ------------------ | --- |
| カメレオン・レンズ | - アルバム - 12thアルバム『暁』 - ミュージックビデオ - ライヴDVD/BD『18thライヴサーキット "暁" Live at NIPPON BUDOKAN 2023』 - ライヴ映像作品 - ライヴDVD/BD『15thライヴサーキット "BUTTERFLY EFFECT" Live in KOBE KOKUSAI HALL 2018』 - ライヴDVD/BD『16thライヴサーキット "UNFADED" Live in YOKOHAMA ARENA 2019』 - ライヴDVD/BD『ポルノグラフィティ20th Anniversary Special Live Box』 - 51stシングル『テーマソング』 - ライヴDVD/BD『18thライヴサーキット "暁" Live at NIPPON BUDOKAN 2023』 |
| 前夜               | - ライヴ映像作品 - ライヴDVD/BD『16thライヴサーキット "UNFADED" Live in YOKOHAMA ARENA 2019』 |